# Гомельське
Го́мельське — село в Україні, у Глеюватській сільській громаді Криворізького району Дніпропетровської області. Населення становить 152 особи.

## Історія
Село Гомельське засноване у 1929 році вихідцями із Білорусі, братами Глазуновими. Після розкуркулення, сім'ю Глазунових було вигнано з Гомельської губернії, внаслідок чого, сім'я осіла в Україні, поблизу міста Кривий Ріг, та заснували хутір, який згодом став селищем. Саме це є основною версією походження назви.

## Географія
Село Гомельське розташоване за 0,5 км від селища Рудничне. Поруч проходить залізниця, зупинний пункт 6 км за 1,5 км.

## Населення

### Мова
Розподіл населення за рідною мовою за даними перепису 2001 року:
| Мова            | Відсоток |
| --------------- | -------- |
| українська      | 86,8 %   |
| російська       | 12,5 %   |
| інші/не вказали | 0,7 %    |